# خورولا
خورولا (به لهستانی:  Chorula) یک روستا در لهستان است که در گمینا گوگولین واقع شده‌است. خورولا ۶۴۰ نفر جمعیت دارد.